# Comuna Olșanca, Krîjopil
Olșanca (în ucraineană Вільшанка, transliterat: Vilșanka) este o comună în raionul Krîjopil, regiunea Vinnița, Ucraina, formată din satele Doiarnea și Olșanca (reședința).

## Demografie
Componența lingvistică a satului Olșanca
     Ucraineană (99,19%)
     Alte limbi (0,8%)
Conform recensământului din 2001, majoritatea populației satului Olșanca era vorbitoare de ucraineană (99,19%), existând în minoritate și vorbitori de alte limbi.